# Shangli
Der Kreis Shangli (chinesisch 上栗县, Pinyin Shànglì Xiàn) ist ein Kreis im Westen der chinesischen Provinz Jiangxi. Er gehört zum Verwaltungsgebiet der bezirksfreien Stadt Pingxiang. Der Kreis hat eine Fläche von 728,5 km² und zählt 467.214 Einwohner (Stand: Zensus 2010). Sein Hauptort ist die Großgemeinde Shangli (上栗镇).